# Лука Ерні
Лука Ерні (нім. Luca Aerni) — швейцарський гірськолижник, олімпійський чемпіон, чемпіон світу. 
Золоту олімпійську медаль та звання олімпійського чемпіона Ерні виборов на Пхьончханській олімпіаді 2018 року в командних змаганнях. 
Чемпіоном світу він став на чемпіонаті 2017 року в Санкт-Моріці, вигравши комбінацію.

## Зовнішні посилання
Досьє на сайті FIS [Архівовано 14 лютого 2017 у Wayback Machine.]

## Виноски
1. ↑  http://www.luca-aerni.ch/page.php?id=fr4
2. ↑  Mixed team results